# Dole, Šmarjeta v Rožu
Dole (nemško Dullach) je naselje v Občini Šmarjeta v Rožu v Okraju Celovec-dežela na Koroškem v Avstriji.